# Jordan Schmaltz
Pour les articles homonymes, voir Schmaltz.
Jordan Schmaltz (né le 8 octobre 1993 à Madison, dans l'État du Wisconsin aux États-Unis) est un joueur professionnel américain de hockey sur glace.

## Biographie

### USHL et NCAA
Schmaltz joue environ 2 ans, de 2010 à 2012, dans la USHL avec les Musketeers de Sioux City et les Gamblers de Green Bay. À la fin de la saison 2010-2011, il est nommé sur l'équipe des recrues et sur la première équipe d'étoiles de la ligue. 
Il entame sa carrière universitaire à l'automne 2012 avec les Fighting Sioux du Dakota du Nord dans la NCAA. Il dispute 3 saisons avec l'équipe avant d'annoncer, le 28 mai 2015, qu'il fait l'impasse sur sa 4e et dernière année universitaire. Il signe alors son premier contrat d'entrée de 3 ans avec les Blues de Saint-Louis.

### Chez les pros
Il prend part à son premier match en carrière dans la LNH, le 5 mars 2017, face à l'Avalanche du Colorado. 
Il est rappelé par les Blues, le 12 décembre 2017, pour remplacer Alex Pietrangelo qui est blessé. Il est invité au match des étoiles de la LAH 2018, mais doit renoncer à l'événement à la suite de son rappel dans la LNH. Il est remplacé par Kyle Capobianco des Roadrunners de Tucson. 
Le 13 septembre 2018, il obtient une prolongation de contrat de 2 ans avec Saint-Louis. 
Le 25 juillet 2019, il est échangé aux Maple Leafs de Toronto en retour du défenseur Andreas Borgman. Il dispute 37 matchs avec le club-école des Maple Leafs, les Marlies de Toronto, avant de passer aux Islanders de New York en retour de Matt Lorito, le 24 février 2020.

## Vie privée
Il est le frère aîné de l'attaquant, Nick Schmaltz, qui évolue avec les Coyotes de l'Arizona. 

## Statistiques
| Saison     | Équipe                       | Ligue           |    | Saison régulière | Saison régulière | Saison régulière | Saison régulière | Saison régulière |   | Séries éliminatoires | Séries éliminatoires | Séries éliminatoires | Séries éliminatoires | Séries éliminatoires |
| Saison     | Équipe                       | Ligue           | PJ | B                | A                | Pts              | Pun              | PJ               | B | A                    | Pts                  | Pun                  |                      |                      |
| 2009-2010  | Musketeers de Sioux City     | USHL            | 2  | 0                | 0                | 0                | 4                | -                | - | -                    | -                    | -                    |                      |                      |
| 2010-2011  | Musketeers de Sioux City     | USHL            | 53 | 13               | 31               | 44               | 22               | 3                | 0 | 1                    | 1                    | 4                    |                      |                      |
| 2011-2012  | Musketeers de Sioux City     | USHL            | 9  | 3                | 3                | 6                | 9                | -                | - | -                    | -                    | -                    |                      |                      |
| 2011-2012  | Gamblers de Green Bay        | USHL            | 46 | 7                | 28               | 35               | 20               | 12               | 2 | 5                    | 7                    | 8                    |                      |                      |
| 2012-2013  | Université du Dakota du Nord | WCHA            | 42 | 3                | 9                | 12               | 31               | -                | - | -                    | -                    | -                    |                      |                      |
| 2013-2014  | Université du Dakota du Nord | NCHC            | 41 | 6                | 18               | 24               | 12               | -                | - | -                    | -                    | -                    |                      |                      |
| 2014-2015  | Université du Dakota du Nord | NCHC            | 42 | 4                | 24               | 28               | 8                | -                | - | -                    | -                    | -                    |                      |                      |
| 2015-2016  | Wolves de Chicago            | LAH             | 71 | 6                | 30               | 36               | 24               | -                | - | -                    | -                    | -                    |                      |                      |
| 2016-2017  | Wolves de Chicago            | LAH             | 42 | 3                | 22               | 25               | 22               | -                | - | -                    | -                    | -                    |                      |                      |
| 2016-2017  | Blues de Saint-Louis         | LNH             | 9  | 0                | 2                | 2                | 4                | 1                | 0 | 0                    | 0                    | 0                    |                      |                      |
| 2017-2018  | Blues de Saint-Louis         | LNH             | 13 | 0                | 1                | 1                | 6                | -                | - | -                    | -                    | -                    |                      |                      |
| 2017-2018  | Rampage de San Antonio       | LAH             | 31 | 5                | 18               | 23               | 20               | -                | - | -                    | -                    | -                    |                      |                      |
| 2018-2019  | Blues de Saint-Louis         | LNH             | 20 | 0                | 2                | 2                | 2                | -                | - | -                    | -                    | -                    |                      |                      |
| 2018-2019  | Rampage de San Antonio       | LAH             | 36 | 1                | 8                | 9                | 20               | -                | - | -                    | -                    | -                    |                      |                      |
| 2019-2020  | Marlies de Toronto           | LAH             | 37 | 2                | 11               | 13               | 24               | -                | - | -                    | -                    | -                    |                      |                      |
| 2019-2020  | Sound Tigers de Bridgeport   | LAH             | 6  | 0                | 1                | 1                | 2                | -                | - | -                    | -                    | -                    |                      |                      |
| 2020-2021  | Roadrunners de Tucson        | LAH             | 30 | 2                | 4                | 6                | 14               | -                | - | -                    | -                    | -                    |                      |                      |
| 2021-2022  | HIFK                         | Liiga           | 55 | 9                | 24               | 33               | 16               | 5                | 0 | 0                    | 0                    | 25                   |                      |                      |
| 2022-2023  | EHC Kloten                   | National League | 3  | 0                | 0                | 0                | 0                | -                | - | -                    | -                    | -                    |                      |                      |
| Totaux LNH | Totaux LNH                   | Totaux LNH      | 42 | 0                | 5                | 5                | 12               | 1                | 0 | 0                    | 0                    | 0                    |                      |                      |

### En équipe nationale
| Année | Équipe         | Compétition          |   | PJ | B | A | Pts | Pun           |  | Résultat |
| 2010  | États-Unis U17 | Défi mondial -17 ans | 6 | 1  | 0 | 1 | 0   | Médaille d'or |  |          |

## Trophées et honneurs personnels
USHL
- 2010-2011 : nommé dans l'équipe des recrues.
- 2010-2011 : nommé dans la première équipe d'étoiles.